# Melaine Walker
Melaine Walker O.D (sinh ngày 1 tháng 3 năm 1983, tại Kingston) là một vận động viên điền kinh vượt rào 400 mét của Jamaica, Walker là cựu vô địch Olympic 400 m. Cô giữ kỷ lục Olympic 52,64, lập tại Thế vận hội Mùa hè 2008 ở Bác Kinh và thời gian của cô là 52,42 giây tại giải vô địch thế giới năm 2009 ở Berlin là thời gian nhanh thứ hai trong lịch sử.

## Tiểu sử
Walker là một học sinh trước đây của trường trung học St. Jago. Cô đã giành huy chương vàng tại Điền kinh tại Thế vận hội Mùa hè 2008 với kỷ lục Olympic mới là 52,64 giây. Walker đã giành chức vô địch quốc gia Jamaica với 54,70 giây, đánh bại Kaliese Spencer và đủ điều kiện cho giải vô địch điền kinh thế giới đầu tiên của cô.
Vào ngày 20 tháng 8 năm 2009, cô thiết lập thời gian nhanh thứ hai trong lịch sử 52,42 giây để giành chiến thắng trận chung kết 400m của nữ tại Giải vô địch thế giới năm 2009 tại Berlin. Cô vượt lên mặt sau của linh vật Berlino the Bear để làm một vòng chiến thắng nhưng Berlino đâm vào một hàng rào trở ngại và bỏ rơi cô.

## Thành tích tốt nhất
- Nội dung 60 mét – 8.05 s (2006, ngoài trời)

- Nội dung 100 mét – 12.75 s (2006) 

- Nội dung 400 mét – 52.42 s (2009)

- Nội dung 60 mét – 7.40 s (2005, ngoài trời)

- Nội dung 200 mét  – 23.67 s (1998)

- Nội dung 400 mét – 51.61 s (2008)